# Jay Brandford
 Jay  Edward Brandford (* 24. März 1959 in Los Angeles) ist ein US-amerikanischer Musiker (Alt- und Baritonsaxophon, Flöte, Arrangement, Komposition) des Modern Jazz, der zumeist in Bigband-Besetzungen arbeitet.

## Leben und Wirken
Jay Brandford war von Mitte der 1980er-Jahre bis 1991 in der Region Boston aktiv und spielte in Bands unter der Leitung von Ken Schaphorst, Rob Schepps, Andy Baer und anderen, wie dem Jazz Composers Alliance Orchestra und The Smithsonian Jazz Masterworks Orchestra. Er gehörte auch der Band von Oliver Lake an, mit der erste Aufnahmen entstanden (Otherside, 1988). Zusammen mit Schlagzeuger Bob Savine leitete er ein Quartett und arbeitete mit ihm im Jay Brandford Septet zusammen. 1990 nahm er in Septettbesetzung sein Debütalbum Seven Point Perspective auf.
1991 zog Brandford nach New York, wo er immer noch in verschiedenen Big Bands und Ensembles spielt. U.a. arbeitete er seitdem mit Dave Taylor, Kenny Hadley, Rebecca Parris, Bill Mobley, Antonio Hart, Bobby Short, David Bergers Sultans of Swing, David Liebman, Gerald Wilson, Ben Rileys Monk Legacy Septet, Jerry Dodgion, Champian Fulton und Andy Farber. 2007 wirkte er bei  Benny Carter Centennial Project mit; in den 2010er-Jahren spielte er weiterhin mit Max Seigel, Ron Carter, im Westchester Jazz Orchestra um Mike Holober, im Scott Reeves Jazz Orchestra  (mit dem Brandford auch ein Tentett leitet) und im Count Basie Orchestra (Ghost Band unter Leitung von Scotty Barnhart, All About That Basie). Im Bereich des Jazz war er laut Tom Lord zwischen 1988 und 2018 an 48 Aufnahmesessions beteiligt, zuletzt mit der Sängerin Gabrielle Stravelli (Sings Willie Nelson).
Des Weiteren arbeitete Brandford mit Vokalisten  und Entertainern wie Aretha Franklin, Nancy Wilson, Cleo Laine, Tony Bennett, Barry Manilow und Jay-Z. Er wirkte auch bei Broadway-Produktionen wie The Color Purple, Billy Elliot: The Musical, Nice Work If You Can Get It, Honeymoon in Vegas, Shuffle Along und Hello Dolly mit.
Brandford war als Saxophonist zwei Mal Semifinalist beim Thelonious Monk International Saxophone Competition (1991 und 1997). Als Komponist erzielte er 2017 den dritten Platz bei der BMI/Charlie Parker Composition Competition.

## Diskographische Hinweise
- Jay Brandford: Seven Point Perspective (Accurate Records, 1991), mit Dave Finucane, Hal Crook, Kenny Wenzel, Andy Gravish, Dan Trudell, Ron McWhorter, Matt Keeler